# 雷電IV
《雷電IV》是由MOSS開發於2007年6月7日上市的街機卷轴射擊遊戲，雷電系列的第五作，2008年10月2日在Xbox 360發售。2014年5月13日在PlayStation 3發售《雷電IV OverKill》，2015年9月3日發售Windows版。
MOSS與日本電子遊樂場「Mikado Game Center」（ゲーセンミカド）合作於2021年4月22日在任天堂Switch發售《雷電IV×米卡多混音版》，2022年2月24日發售PlayStation 4版、PlayStation 5版，2023年預定由NIS America發售Xbox One版、Xbox Series X/S版、Windows版，H2 Interactive於2023年2月23日推出亞洲發行。

## 玩法
特色是可以選戰機，除了Me02主角機，還能切換原始的雷電MKII戰機和小天使來操作。畫面採用了《雷电III》起的3D技術加以強化脫離了前幾代的2D畫質。《雷電IV OverKill》追加OverKill模式，此模式中大型敵人被擊毀後殘骸還會飄浮空中一段時間，此時連續猛攻殘骸會累積過度殺戮表，能得到勳章。此外還追加了圖庫可以瀏覽遊戲中所有敵人的3D模型。

## 故事
劇情為一代《雷电》的重新製作，所以與一代相同，2090年，地球遭到了突然出現的外星生命體的侵略。為了對抗外星人，世界聯合軍召集了全世界的精英科學家開發出了「超高空戰鬥爆撃機・雷電」，由於雷電的超高性能以及超高的機動力使得一般的駕駛員無法操縱雷電，於是這個世界上僅存的2名超王牌駕駛員賭上了全人類的未來，駕駛著雷電出擊了。

## 武器
《雷電IV》的武器除了上一代的火神砲與電漿雷射之外，新增兩款新武器質子電漿雷射散射模式和雷達導引飛彈。
- 火神砲（紅）：火神砲擁有很大的攻擊範圍，缺點是單發威力相當弱小。不過如果是近距離發射的話，會有驚人的威力，甚至可5秒消滅BOSS。
- 電漿雷射（藍）：電漿雷射擁有威力強大的特性，缺點是攻擊的範圍相當小（值得注意的是6等雷射攻擊範圍比7等雷射略大）。
- 質子電漿雷射（紫）：質子電漿射擁有類似追蹤飛彈的追蹤性，且威力介於電漿雷射與火神砲之間，缺點是要達到追蹤功能需要連射一段時間，本作新增散射模式，發射三條較小的雷射適用掃蕩戰場小敵人。

與上一代相同，有暴風飛彈(M)及追蹤飛彈(H)同時新增了一款雷達導引飛彈(R)，威力比追蹤飛彈強但只有正前方的有限追蹤力。

## 關卡
ORIGINAL模式為五關打兩遍，LIGHT模式較簡易只需一遍就破關，同時敵機子彈較慢
- 第一關向經典的雷電一致敬，為懷舊的田野鄉間戰場，襲擊敵軍的前線空軍基地。
- 第二關大樓林立的夜間城市解救城市危機，之後前往郊區瀑布先發制人擊落敵軍大型轟炸機。
- 第三關攻擊敵方海軍基地之後炸毀物資倉儲區，並和大戰艦決戰。
- 第四關敵方指揮部隱藏在神祕的古代遺跡中，深入地底作戰。
- 第五關前往太空擊毀敵軍宇宙母艦。

## 外部連結
- 街機版官方網站 （页面存档备份，存于）（日語）
- Xbox 360版官方網站 （页面存档备份，存于）（日語）
- PlayStation 3版官方網站 （页面存档备份，存于）（日語）
- 雷電IV×MIKADO remix官方網站 （页面存档备份，存于）（日語）